# Franz Schütz
Franz Schütz (Offenbach am Main, 6 dicembre 1900 – 22 marzo 1955) è stato un calciatore tedesco, di ruolo difensore.